# Agirisj
Agirisj (Russisch: Агириш) is een nederzetting met stedelijk karakter en stedelijk district in het district Sovjetski van het Russische autonome district Chanto-Mansië binnen de oblast Tjoemen. De bevolking bedroeg 2831 personen bij de volkstelling van 2002 tegen 3592 bij de laatste Sojvetvolkstelling in 1989.
De plaats ligt aan een zijtak van het spoortracé Ivdel – Priobje (onderdeel van de Sverdlovskspoorlijn), op 73 kilometer van de stad Sovjetski, waar de spoorlijn aftakt naar de plaats. 
Er wordt momenteel gewerkt aan de aanleg van een weg vanaf Tjoemen via Oeraj en Agirisj naar Salechard voor de verbetering van de transportverbindingen van de Arctische Oeral voor de winning van delfstoffen (met name op het schiereiland Jamal).

## Geschiedenis
Agirisj werd gesticht in 1969 en maakte aanvankelijk deel uit van de plaats Sovjetski. Op 29 oktober 1974 kreeg de plaats echter een eigen selsovjet, op 22 februari 1982 werd het een arbeidersnederzetting en in december 1990 kreeg de plaats een eigen stedelijk bestuur. In de jaren 90 werd er door het bedrijf Tjoementransgaz gebouwd aan een weg voor de toekomstige exploitatie van geëxpandeerde klei- en diatomeeënaardelagen voor baksteen door de fabriek van Joegorsk.

## Economie
Bij het bosbouwbedrijf (Torski lespromchoz, Torski leschoz en Topaz) werken ongeveer 250 mensen. De rest van de bevolking is actief in diverse andere beroepen.